# Estación de Ciudad Victoria
Ciudad Victoria fue una estación de trenes que se encuentra en Ciudad Victoria, Tamaulipas. Actualmente la estación se encuentra inscrita en el Catálogo Nacional de Monumentos Históricos del INAH y en el Catálogo del Patrimonio Histórico Artístico Edificado del Gobierno del Estado de Tamaulipas.

## Historia
La estación fue edificada en terrenos cedidos por el ayuntamiento de Ciudad Victoria a la Compañía del Ferrocarril de Monterrey al Golfo el 26 de mayo de 1890. La vía de Monterrey al Golfo, se constituyó por dos fracciones: una del General Treviño a Monterrey, con una longitud de 106 kilómetros y otra de Monterrey a Tampico. con 518 kilómetros. La construcción de este ferrocarril se inició el 1 de octubre de 1888, concluyéndose los trabajos al llegar a Tampico el 13 de septiembre de 1891. El Ferrocarril de Monterrey al Golfo tuvo tres conexiones: con el Ferrocarril Internacional Mexicano en la estación General Treviño, con el Ferrocarril Nacional Mexicano en Monterrey y con el Ferrocarril Central Mexicano en Tampico.
El 31 de  mayo de 1998, Ferrocarriles Nacionales de México clausuro las rutas y servicios del tren de pasajeros de entre Monterrey y Tampico, operando solo el transporte de carga.

## Característica
El edificio principal es de dos plantas, con sala de espera, taquilla, sala de equipaje, bodega, casas de empleados y funcionarios, talleres, vías auxiliares, casa de máquinas y tanques de almacenamiento.